# 蒂爾登 (印第安納州)
蒂爾登（英語：Tilden）是位於美國印地安納州亨德里克斯縣的一個非建制地區。該地的面積和人口皆未知。